# Mycerobas affinis
Mycerobas affinis là một loài chim thuộc họ Fringillidae.
Chúng được tìm thấy ở Bhutan, Trung Quốc, Ấn Độ, Myanmar, Nepal, Pakistan, và Thái Lan.
Môi trường sống tự nhiên của chúng là rừng phương bắc.